# Shay Given
Séamus John James « Shay » Given, né le 20 avril 1976 à Lifford en Irlande, est un footballeur international irlandais qui évolue au poste de gardien de but.

## Biographie

### Formation au Celtic FC
Né à Lifford, dans le comté de Donegal, l’éveil au football du jeune Shay se fait dans le club amateur de la ville, le Lifford Celtic. Il projeté sous les projecteurs lorsque son club dispute à Dundalk les demi-finales de la Coupe d’Irlande Junior avec son club. Âgé de seulement 14 ans, il est alors remarqué par les recruteurs du géant écossais, le Celtic Football Club qui est en plus son club préféré. Il est ainsi invité à venir s’entraîner avec les équipes de jeunes du club de Glasgow qui participent à une mini-tournée de pré-saison en Irlande. L’année suivante, Given signe pour le club qui est alors dirigé par un de ses glorieux compatriotes, Liam Brady. Il passe alors 2 années en championnat d’Écosse mais ne parvient jamais à être titularisé avec l’équipe première. Il est néanmoins régulièrement le premier gardien remplaçant, comme lors de l'Old Firm contre les Rangers Glasgow le 1er janvier 1994. Ses performances avec l’équipe des jeunes du Celtic attirent néanmoins l’attention de Kenny Dalglish, le manager du club anglais des Blackburn Rovers. Il signe pour le club du nord de l’Angleterre lors de l’été 1994 ,.

### Blackburn Rovers
Dès son arrivée Blackburn Rovers, son nouveau club remporte le titre de champion d’Angleterre. Given n’arrive toutefois pas à gagner sa place dans l’équipe titulaire. Il est devancé au poste de gardien de but par le titulaire du poste en équipe d'Angleterre de football Tim Flowers ,. La saison suivante il est prêté à Swindon Town qui participe au championnat d’Angleterre de troisième division. Il reste dans le rôle de doublure du gardien titulaire et participe à la victoire en championnat de Swindon lors de la saison 1995-1996. Il joue en tout et pour tout cinq matchs pour Swindon avant de regagner Blackburn à la fin de l’année 1995. Given est de nouveau prêté en janvier 1996, cette fois dans un club de deuxième division, le Sunderland AFC. Sur les 17 matchs auxquels il participe, il reste invaincu 12 fois et permet à l’équipe d’être promu en première division. Une nouvelle fois ses prestations attirent le regard de son manager Kenny Dalglish qui vient de signer à Newcastle United. Shay Given le suit au cours de l’été 1997.

### Newcastle United

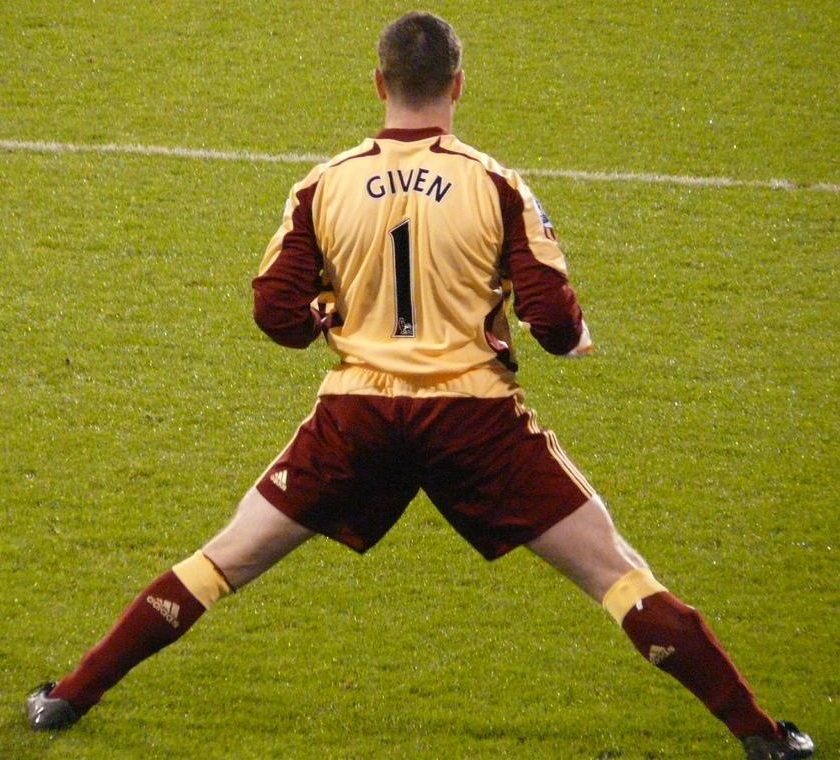
Given sous le maillot de Newcastle

En 1997, Shay Given est un des premiers joueurs à signer pour Newcastle après le recrutement de Kenny Dalglish au poste de manager. Il fait ses grands débuts en équipe première le 9 août 1997 lors d’une victoire à domicile 2-1 contre Sheffield Wednesday. Il est titulaire et rejette sur le banc des remplaçants des gardiens comme Pavel Srníček, Shaka Hislop et Steve Harper,. Newcastle se hisse en finale de la Coupe d'Angleterre. Given joue la finale qui est remportée par Arsenal sur le score de 2-0,. Le club parvient encore en finale l'année suivante, mais Given est remplacé pour la finale par Steve Harper. Une nouvelle fois Newcastle perd la finale, cette fois contre un autre grand d’Angleterre, Manchester United .
En décembre 2000, Shay Given adresse une lettre aux dirigeants de Newcastle dans laquelle il demande officiellement son transfert car il a perdu sa place de titulaire au profit de Steve Harper après une blessure à la cuisse. Sir Bobby Robson, alors manager de Newcastle, déclare alors : « Beaucoup de clubs ont un très bon gardien et c’est celui-là qui joue. Je pense que nous avons deux gardiens - et Harper est en train de le prouver aussi - qui peuvent jouer en Premiership ». Le club rejette donc la demande de Given qui retire sa doléance en disant que  « son intention était simplement d’exprimer sa frustration de ne pas être sur le terrain » et qu’ « il a jamais eu l’intention de quitter le club». Un peu plus tard, alors qu’une blessure empêche Harper de jouer, Shay Given récupère la place de titulaire pour la garder jusqu’à la fin de la saison.
Lors de la saison 2001-2002, Shay Given joue la totalité des matchs de championnat de son club et termine à une inattendue quatrième place du championnat. Given est sélectionné parmi l'équipe de l'année du championnat. De par son classement Newcastle se qualifie pour la Ligue des champions 2002-2003.
Pendant l'été 2002, Given participe à la Coupe du monde en Corée du Sud et au Japon. L'équipe d'Irlande est éliminée par l'Espagne.

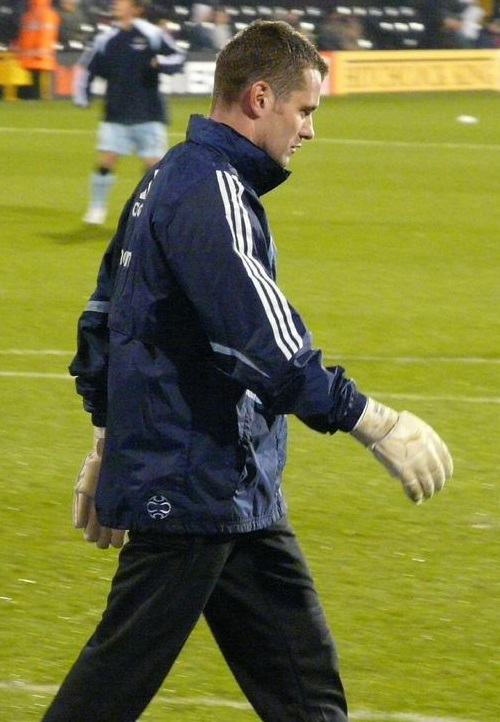
Given à l’échauffement pour Newcastle en 2007

La saison suivante, Given se retrouve en concurrence avec Steve Harper. Après une victoire facile en tour qualificatif, Newcastle joue la phase de groupes de la Ligue des champions. Given joue les trois premiers matchs de poule, trois défaites pour Newcastle. Il est sorti de l’équipe pour les deux matchs suivants et fait son retour contre le Dynamo Kiev, dernier match de la poule du premier tour. Au deuxième tour, Newcastle termine à la troisième place, ne battant que le Bayer Leverkusen et perdant contre l'Inter Milan et le FC Barcelone. Given joue tous les matchs de son équipe lors de ce deuxième tour.
En championnat Given a la confiance de son entraîneur. Il est titulaire lors des 38 rencontres.
Lors de la saison 2003-2004, Graeme Souness remplace Bobby Robson à la tête de l’équipe. Given bat le record de Alan Shearer en devenant le joueur de Newcastle à avoir participé au plus grand nombre de matchs européens. En 2005-2006, après avoir une nouvelle fois disputé toutes les rencontres de championnat Shay Given signe un nouveau contrat de 5 ans avec Newcastle. Il est le capitaine de l’équipe quand Shearer ne peut jouer,.
Le 17 septembre 2006, Given est blessé à l’intestin à la suite d'un tacle de l’avant-centre de West Ham United, Marlon Harewood. Pendant sa convalescence le club fait signer le vétéran Srníček pour seconder Harper. Given reprend la compétition à la mi-novembre. Il reste titulaire pour le restant de la saison et dépasse les 400 apparitions sous le maillot des Magpies. La saison 2007-2008 s’interrompt pour Given en février 2008 sur blessure.
La saison 2008-2009 de Newcastle commence plutôt mal avec de nombreuses frictions entre les propriétaires du club et l'équipe managériale. Cela se répercute sur le terrain, l’équipe ne parvenant pas à s’extraire de la zone de relégation. Le 2 janvier 2009, après une défaite 5-1 à domicile contre Liverpool au cours de laquelle Shay Given, pendant la première demi-heure, semble tenir à bout de bras son équipe, il fait parvenir, par l’intermédiaire de son avocat, à ses dirigeants une demande d’autorisation pour négocier son départ vers Manchester City. Malgré une offre de 5 000 000£, la direction de Newcastle refuse de laisser partir son gardien titulaire. Le manager, Joe Kinnear, déclare qu’il n’est pas du tout intéressé par la vente de son joueur. Toutefois, deux jours plus tard, Newcastle autorise Given à négocier personnellement son transfert vers Manchester City, et après une nouvelle offre de 8 000 000£, le transfert de Given vers le club de Manchester est officialisé le 1er février 2009. Il ne restait alors que 38 matchs à jouer pour Given afin de battre le record de matchs joués pour le club détenu par Jimmy Lawrence.

### Manchester City
Shay Given devient officiellement joueur de Manchester City le 5 février et se voit attribuer le numéro 37. Il arrive dans une équipe en pleine reconstruction après son rachat par un milliardaire émirati, Khaldoon Al Mubarak. Au début de la saison 2009-2010, il récupère le numéro 1 grâce au départ de Joe Hart. Mais le retour de Hart pour la saison 2010-2011, lui fait perdre sa place de titulaire.

### Aston Villa
Le 18 juillet 2011, Shay Given, signe un contrat de cinq ans à Aston Villa. Poussé sur le banc par Brad Guzan au cours de la saison 2012-2013, il rejoint fin novembre 2013 en prêt Middlesbrough alors en D2 anglaise. De retour chez les Villans, il dispute les matchs de coupes avant d'être titulaire le 2 mai 2015 en Premier League face à Everton, 980 jours après sa dernière apparition dans ce championnat.

### Stoke City
Après 53 matchs sous le maillot des Villans, Given s'engage pour deux ans avec Stoke City le 10 juillet 2015.

### Sélection nationale
Alors qu’il n’est pas encore titulaire dans l'équipe des Blackburn Rovers, les performances de Shay Given lors des prêts à Swindon Town puis à Sunderland suffisent à le faire sélectionner en équipe de la république d'Irlande de football en 1996. Il fait ses grands débuts en équipe nationale le 27 mars 1996 lors d’un match contre la Russie ,. Après avoir échoué dans la qualification à la Coupe du monde 1998 puis à l’Euro 2000, l’équipe d’Irlande, avec Given comme gardien titulaire se qualifie pour la Coupe du monde de football 2002. Au premier tour l'Irlande affronte le Cameroun, l’Allemagne et l’Arabie saoudite. Qualifiée pour les huitièmes de finale, l'Irlande rencontre l’équipe d'Espagne. Après un match nul 1-1, l’Espagne l’emporte aux tirs au but. Depuis 2002, l’Irlande n’a participé à aucune phase finale d’une compétition internationale, échouant de peu à la qualification à la Coupe du monde de football 2010, éliminée seulement en match de barrage par la France sur un but à la validité contestée. Le 13 août 2012, il annonce qu'il met un terme à sa carrière internationale après 125 sélections. Il revient sur sa décision en janvier 2013 avant d'être de nouveau appelé en sélection en septembre 2014. Régulièrement aligné dans les cages irlandaises, notamment pendant la campagne de qualification à l'Euro 2016, Given est nommé dans la liste des joueurs irlandais pour disputer l'Euro 2016. Il ne participe cependant à aucun match et annonce sa retraite internationale en juillet 2016.

## Carrière d'entraîneur
Reconverti entraîneur, Shay Given obtient son premier poste en étant nommé entraîneur des gardiens de Derby County le 29 juin 2018.
En janvier 2021 Given devient entraîneur assistant de Wayne Rooney à la suite de la prise de fonction permanente de ce dernier au poste de manager.

## Palmarès

### En club
- Sunderland AFC
  - Champion d'Angleterre de D3 en 1996.
- Newcastle United
  - Vainqueur de la Coupe Intertoto en 2006.
  - Finaliste de la Coupe d'Angleterre en 1998 et 1999.

### Distinctions personnelles
- Membre de l'équipe-type de Premier League en 2002 et 2006.
- Joueur irlandais de l'année en 2006.

## Sources
- (en) Stephen McGarrigle, The Complete who's who of Irish international football : 1945-1996, Edimbourg, Mainstream Publishing, octobre 1996, 237 p. (ISBN 1-85158-894-9), p. 79-80